# Ein Mädchen oder Weibchen wünscht Papageno sich
Ein Mädchen oder Weibchen wünscht Papageno sich (littéralement Une femme, une petite femme, voilà le vœu de Papageno) est le second air chanté par l'oiseleur Papageno, un baryton, dans l'opéra de Mozart La Flûte enchantée. Le premier air chanté par Papageno est Der Vogelfänger bin ich ja (littéralement Oui, je suis l’oiseleur).

## L'air
Ce second air chanté par Papageno sert à matérialiser le vœu du personnage.

## La musique
La musique de cet air décrit l'aspiration de Papageno à prendre une épouse.

## Le texte
| Texte original allemand | Traduction française |
| --- | --- |
| Ein Mädchen oder Weibchen wünscht Papageno sich! O so ein sanftes Täubchen wär' Seligkeit für mich! Dann schmeckte mir Trinken und Essen, dann könnt' ich mit Fürsten mich messen, des Lebens als Weiser mich freu'n, und wie im Elysium sein! Ein Mädchen, usw. Ach, kann ich denn keiner von allen den reizenden Mädchen gefallen? Helf' eine mir nur aus der Not, sonst gräm' ich mich wahrlich zu Tod. Ein Mädchen, usw. Wird keine mir Liebe gewähren, so muß mich die Flamme verzehren, doch küßt mich ein weiblicher Mund – so bin ich schon wieder gesund. | Une femme, une petite femme, voilà le vœu de Papageno ! Une douce petite colombe serait pour moi la félicité ! Alors boire et manger seraient un plaisir, alors je pourrais me mesurer aux princes et jouir de la vie comme un sage. Alors je serais au paradis ! Une femme, etc. Ah, ne puis-je donc plaire à aucune de toutes les belles filles ? Dans ce besoin, si personne ne m’aide, je mourrai de chagrin sûrement. Une femme, etc. Si nulle femme ne m'accorde l'amour, alors que les flammes me consument, mais qu'une femme me donne un baiser – je serai tout de suite guéri. |